# Rohdendorfia
Rohdendorfia là một chi ruồi trong họ Syrphidae.